# Numele trandafirului (film)
Numele trandafirului este un film de mister și dramă istorică din 1986 regizat de Jean-Jacques Annaud, bazat pe romanul Numele trandafirului, scris de Umberto Eco. 
Sean Connery îl interpretează pe călugărul franciscan William de Baskerville, chemat să rezolve enigma unei crime într-o abație medievală, iar Christian Slater este ucenicul său Adso de Melk.